# Liste der deutschen Bundesländer nach Haushalt
Die Liste der deutschen Bundesländer nach Haushalt sortiert die 16 Bundesländer der Bundesrepublik Deutschland nach ihrem Landeshaushalt. Angegeben sind Einnahmen, Ausgaben und der sich daraus ergebende Finanzierungssaldo. Alle Daten stammen vom Bundesministerium der Finanzen und gelten für das Jahr 2019.
| Bundesland             | Bereinigte Einnahmen in Mil. € | Bereinigte Ausgaben in Mil. € | Finanzierungssaldo in Mil. € | Einwohnerzahl 2020 | Bereinigte Ausgaben pro Einwohner in € |
| ---------------------- | ------------------------------ | ----------------------------- | ---------------------------- | ------------------ | -------------------------------------- |
| Baden-Württemberg      | 54.999,0                       | 51.607,9                      | 3.391,2                      | 11.103.043         | 4648                                   |
| Bayern                 | 65.949,3                       | 64.680,0                      | 1.269,2                      | 13.140.183         | 4922                                   |
| Berlin                 | 29.812,3                       | 28.222,2                      | 1.590,1                      | 3.664.088          | 7702                                   |
| Brandenburg            | 12.334,2                       | 13.350,3                      | −1.016,1                     | 2.531.071          | 5275                                   |
| Bremen                 | 5.961,3                        | 5.867,2                       | 94,1                         | 680.130            | 8627                                   |
| Hamburg                | 16.200,0                       | 15.508,3                      | 691,7                        | 1.852.478          | 8372                                   |
| Hessen                 | 28.043,1                       | 27.826,6                      | 215,7                        | 6.293.154          | 4422                                   |
| Mecklenburg-Vorpommern | 8.582,8                        | 8.556,5                       | 26,3                         | 1.610.774          | 5312                                   |
| Niedersachsen          | 34.188,3                       | 32.390,5                      | 1.797,9                      | 8.003.421          | 4047                                   |
| Nordrhein-Westfalen    | 78.369,4                       | 76.647,6                      | 1.721,9                      | 17.925.570         | 4276                                   |
| Rheinland-Pfalz        | 18.469,5                       | 17.211,1                      | 1.258,4                      | 4.098.391          | 4199                                   |
| Saarland               | 4.438,3                        | 4.321,0                       | 117,3                        | 983.991            | 4391                                   |
| Sachsen                | 19.384,9                       | 19.383,2                      | 1,7                          | 4.056.941          | 4778                                   |
| Sachsen-Anhalt         | 11.313,4                       | 11.269,2                      | 44,2                         | 2.180.684          | 5168                                   |
| Schleswig-Holstein     | 13.256,3                       | 13.019,1                      | 237,2                        | 2.910.875          | 4473                                   |
| Thüringen              | 10.472,6                       | 10.025,0                      | 447,6                        | 2.120.237          | 4728                                   |
| Alle Länder            | 413.667,4                      | 400.448,3                     | 13.219,3                     | 83.155.031         | 4809                                   |